# نیروی دریایی اندونزی
نیروی دریایی اندونزی در ۱۰ سپتامبر ۱۹۴۵ بنیان نهاده شد. وظیفه اش نگهبانی از خط ساحلی اندونزی، پاسداری و نگهبانی از آب‌های سرزمینی و منطقه انحصاری اقتصادی (EEZ) اندونزی، حفاظت از منافع استراتژیک دریایی اندونزی؛ حفاظت از جزیره‌های پیرامون اندونزی و دفاع در برابر تهدیدات دریایی است.
نیروی دریایی اندونزی قوی‌ترین نیروی دریایی در آسیای جنوب شرقی بر اساس تعداد خدمه و کشتی‌های فعال است. در سال ۲۰۰۹ حدوداً ۷۴٫۹۶۳ خدمه فعال و بیش از ۱۵۰ کشتی دریایی فعال مشغول به کار داشت.
همهٔ کشتی‌های نیروی دریایی اندونزی دارای پیشوند KRI (Kapal Perang Republik Indonesia) به معنای رزمناو جمهوری اندونزی هستند.

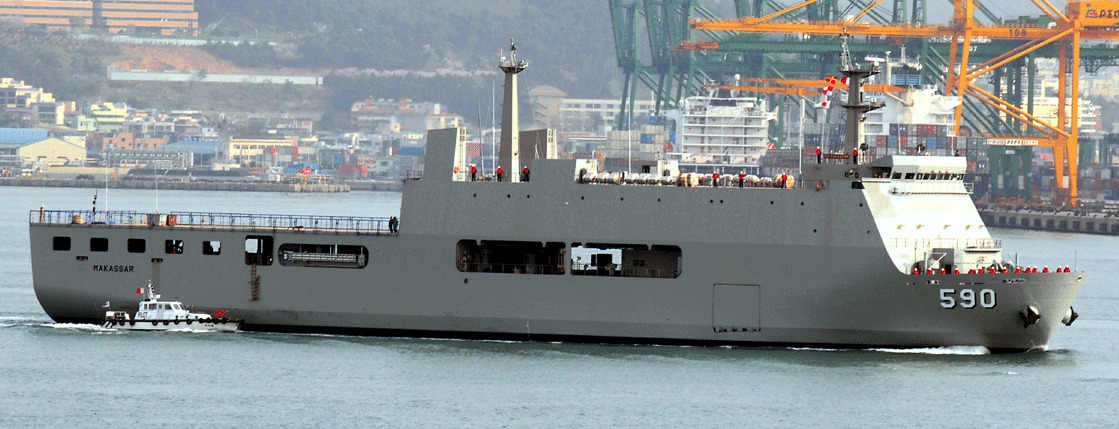
KRI Makassar 590